# Pentastiridius obscura
Pentastiridius obscura är en insektsart som först beskrevs av Victor Antoine Signoret 1865.  Pentastiridius obscura ingår i släktet Pentastiridius och familjen kilstritar.
Artens utbredningsområde är Frankrike. Inga underarter finns listade i Catalogue of Life.